# Efikreligion
Efikreligion är en traditionell religion för efikfolket i södra Nigeria i Västafrika.
Det är ett löst sammanhängande trossystem utan någon systematiserad teologi. Religionen fokuserar på en central gudomlighet med namnet Abasi Abasi, eller andra lokala variationer av namnet. Utöver denna höggud dyrkas även en samling vattenandar kända som Ndem.